# Theodore Ropp
Theodore „Ted“ Ropp (* 22. Mai 1911 in Hollywood, Illinois; † 2. Dezember 2000 in Durham, North Carolina) war ein US-amerikanischer Militärhistoriker und Militärtheoretiker. Er war Professor an der Duke University.
Ropps Vater war Ingenieur aus Österreich. Ropp studierte am Oberlin College mit dem Bachelor-Abschluss summa cum laude 1934 sowie an der Harvard University mit dem Master-Abschluss in Geschichte 1935 und der Promotion bei William L. Langer 1937 (The development of a modern navy: French naval policy, 1871–1904). Für die Dissertation war er ein Jahr in Paris. Danach war er in Harvard Instructor und ab 1938 an der Duke University, wo er 1959 Professor wurde und 1980 emeritiert wurde.
1972/73 war er der erste Gastprofessor (Harold Keith Johnson Chair of Military History) der Military History Research Collection an der U.S. Army War College Library. Schon zuvor war er Berater des Army Historical Advisory Committee (1962–65, 1969–72). 1962/63 war er  Ernest J. King Professor of Maritime History am U.S. Naval War College. 1970 hielt er die Harmon Memorial Lecture in Military History an der United States Air Force Academy in Colorado Springs. 1976/77 war er Gastprofessor für Militärgeschichte an der United States Military Academy (West Point). Weiter war er Gastprofessor an der National University of Singapore (1980), am Royal Military College in Duntroon in Australien, an der University of New South Wales und an der University of North Carolina.
Ropp war einer der ersten akademischen (zivilen) Militärhistoriker in den USA. Sein Buch War in the Modern Age (zuerst 1959) war ein Standardwerk an US-Militär- und Marineakademien.
Er war mit Elizabeth Chapman (die er in Oberlin kennenlernte) verheiratet und hatte drei Söhne. Ropp sprach Deutsch, Französisch, Italienisch und Afrikaans. 1959/60 war er Fellow des Social Science Research Council.
1991 erhielt er den Samuel Eliot Morison Prize.

## Schriften
- Continental Doctrines of Seapower in Edward M. Earle (Hrsg.), Makers of Modern Strategy, Princeton University Press, 1943
- Herausgeber mit Harold T. Parker: Historical Background of the World Today: A Synopsis, Rinehart 1947
- War in the Modern World, Duke University Press, 1959, 2. Auflage, Collier, 1962, 3. Auflage, Johns Hopkins University Press, 2000
- Herausgeber mit David H. Pinkney:  Festschrift for Frederick B. Artz, Duke University Press, 1964
- The Historical Development of Contemporary Strategy, U.S. Air Force Academy, 1970
- History of War, Hamburg Press, 1984
- The Development of a Modern Navy: French Naval Policy, 1871-1904 (Herausgeber Stephen S. Roberts), Naval Institute Press, 1987

## Weblink
- Biographie am Triangle Institute for Security Studies, TISS

| Personendaten    | Personendaten                       |
| ---------------- | ----------------------------------- |
| NAME             | Ropp, Theodore                      |
| ALTERNATIVNAMEN  | Ropp, Ted (Spitzname)               |
| KURZBESCHREIBUNG | US-amerikanischer Militärhistoriker |
| GEBURTSDATUM     | 22. Mai 1911                        |
| GEBURTSORT       | Hollywood, Illinois                 |
| STERBEDATUM      | 2. Dezember 2000                    |
| STERBEORT        | Durham, North Carolina              |